# Rubroboletus pulchrotinctus
Bolet joli, Bolet à couleurs tendres, Bolet rose pastel
Espèce
Statut de conservation UICN

 VU  : Vulnérable
Rubroboletus pulchrotinctus, le Bolet joli, anciennement Boletus pulchrotinctus, est une espèce toxique rare de champignons (Fungi) basidiomycètes du genre Rubroboletus dans la famille des Boletaceae. C'est une espèce menacée. Il est caractérisé par son chapeau rosé feutré de blanc et son pied et pores aux teintes jaunâtres rosées.

## Taxonomie

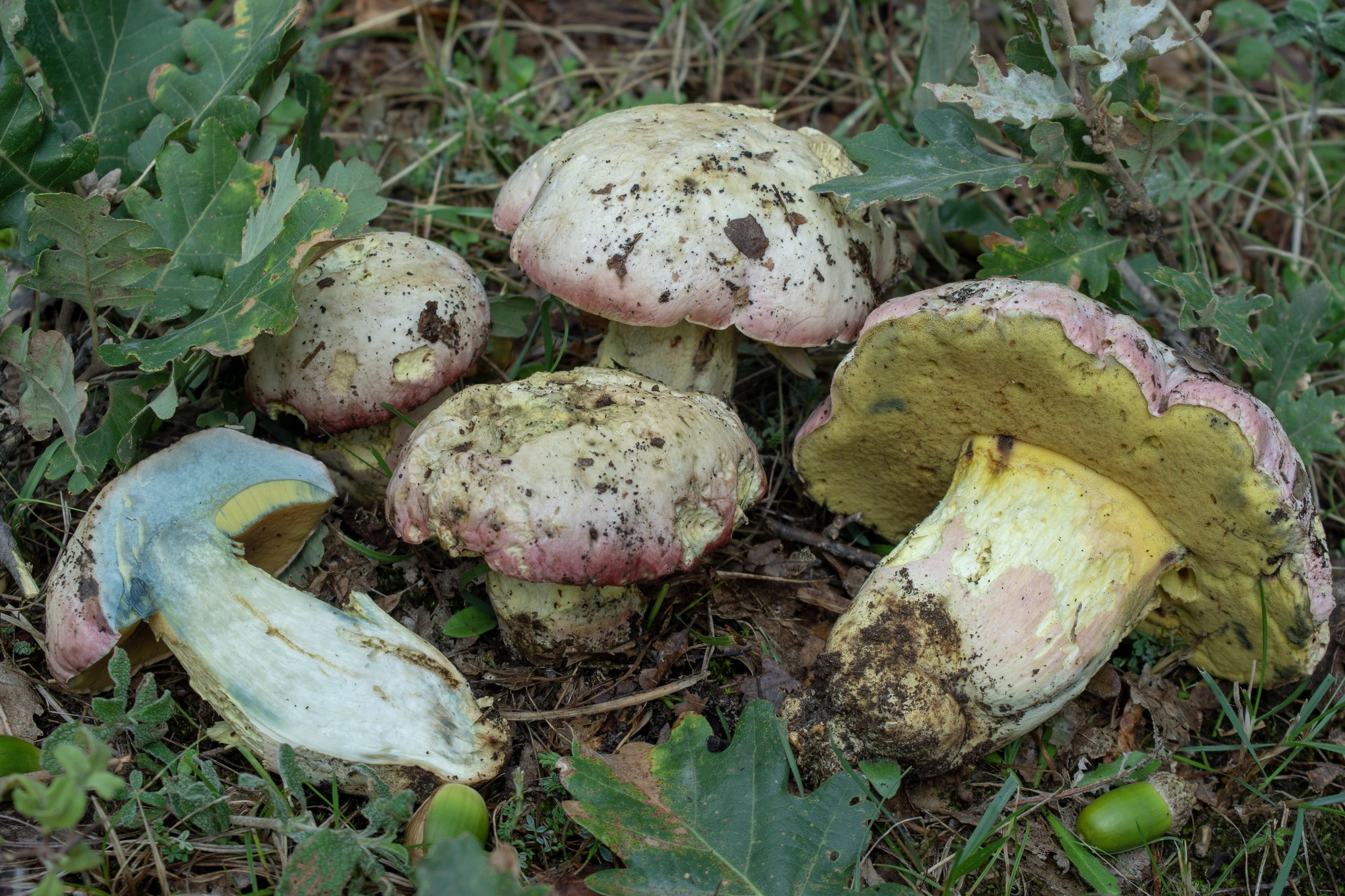
Collection de sporophores de R. pulchrotinctus en Italie.

Le nom correct complet (avec auteur) de ce taxon est Rubroboletus pulchrotinctus (Alessio) Kuan Zhao & Zhu L.Yang.
L'espèce a été initialement classée dans le genre Boletus sous le basionyme Boletus pulchrotinctus Alessio.

### Synonymes
Rubroboletus pulchrotinctus a pour synonymes :
- Boletus pulchrotinctus (Alessio) Kuan Zhao & Zhu L.Yang
- Boletus pulchrotinctus Alessio
- Suillellus pulchrotinctus (Alessio) Blanco-Dios

### Phylogénie
Il a été initialement décrit dans le genre Boletus par le mycologue italien Carlo Luciano Alessio en 1985, mais a ensuite transféré au genre Rubroboletus par Zhao et ses collègues (2015), sur la base de preuves moléculaires. Phylogénétiquement, Rubroboletus pulchrotinctus est l'espèce sœur de Rubroboletus satanas, plus connu, avec lequel il partage plusieurs caractéristiques morphologiques.

### Étymologie
L'épithète spécifique provient du latin pulcher et tinctus, qui signifie « avec de belles teintures ».

### Noms vulgaires et vernaculaires
Ce taxon porte en français les noms vernaculaires ou normalisés suivants : Bolet joli, Bolet a couleurs tendres, Bolet rose pastel.

## Description du sporophore
Les bolets sont des champignons dont l'hyménophore à tubes se sépare facilement de la chair du chapeau, avec un pied central assez épais et une chair compacte. Ils ont un chapeau rond devenant convexe à mesure qu’ils vieillissent. Les caractéristiques morphologiques de Rubroboletus pulchrotinctus sont les suivantes :
Son chapeau mesure jusqu'à 20 cm, à l'aspect feutré de blanchâtre puis glabre, de couleur rose lilas, gouaché et plus coloré vers la marge, plus grisâtre, ochracé pâle ou crème au disque.
L'hyménophore présentes des pores jaunes à orange rougeâtre, assez variable, même à divers stades de maturité. Ses tubes sont de couleur jaune assez vif à orange, puis un peu vert bleuâtre en coupe.
Son stipe mesure jusqu'à 13 x 5 cm, de couleur citron pâle, crème ou crème rosâtre, parfois ceinturé de lilas au milieu, avec un fin réseau concolore ou orangeâtre.
La chair est de couleur jaunâtre, rose lilas sous le chapeau, bleuissant peu, la plupart du temps surtout dans le chapeau. Sa saveur est douce,.

### Caractéristiques microscopiques
Ses spores mesurent 12,5-14,5 x 5-6 µm, de forme allongée, fusoîde,.

## Galerie

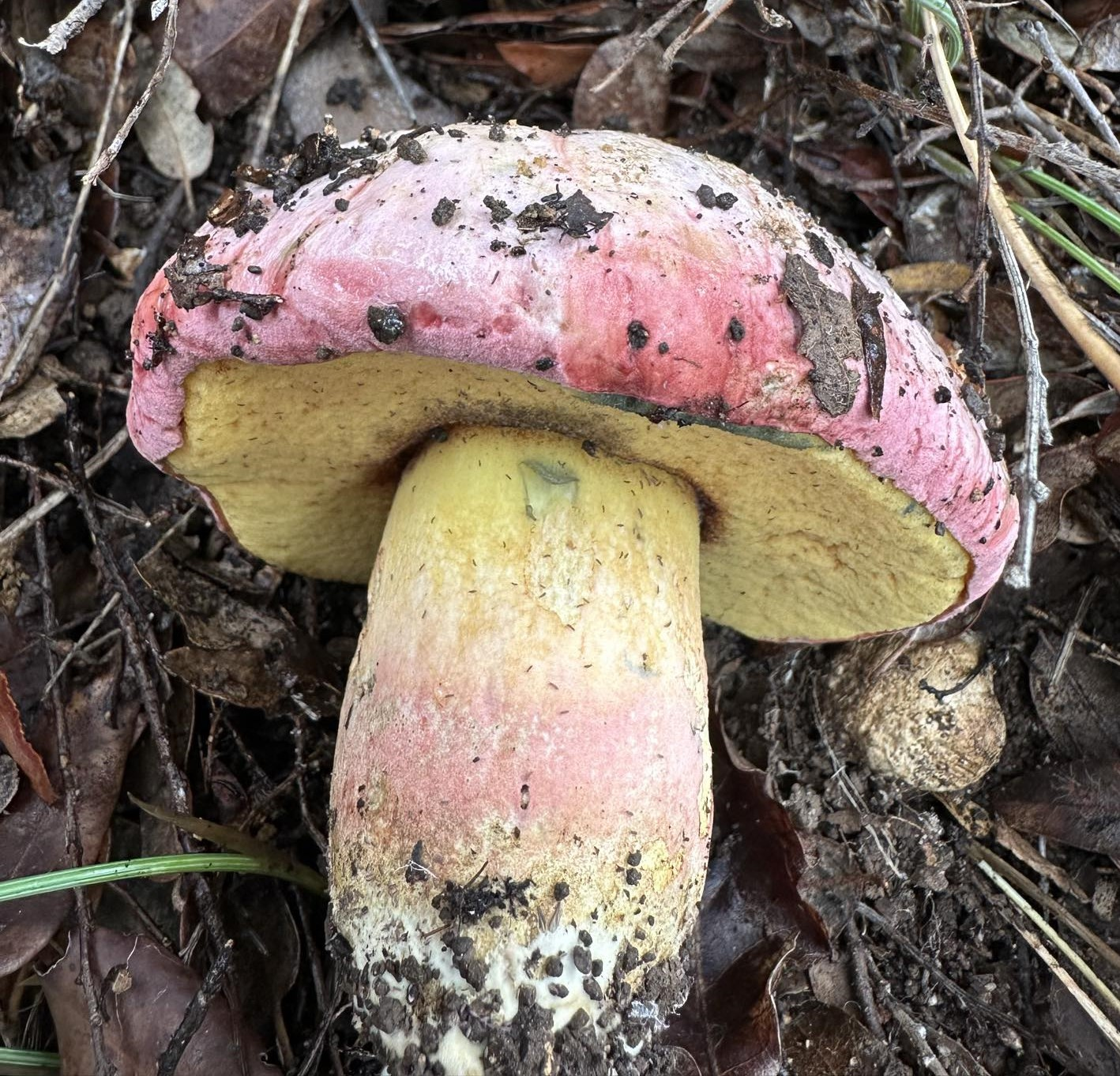
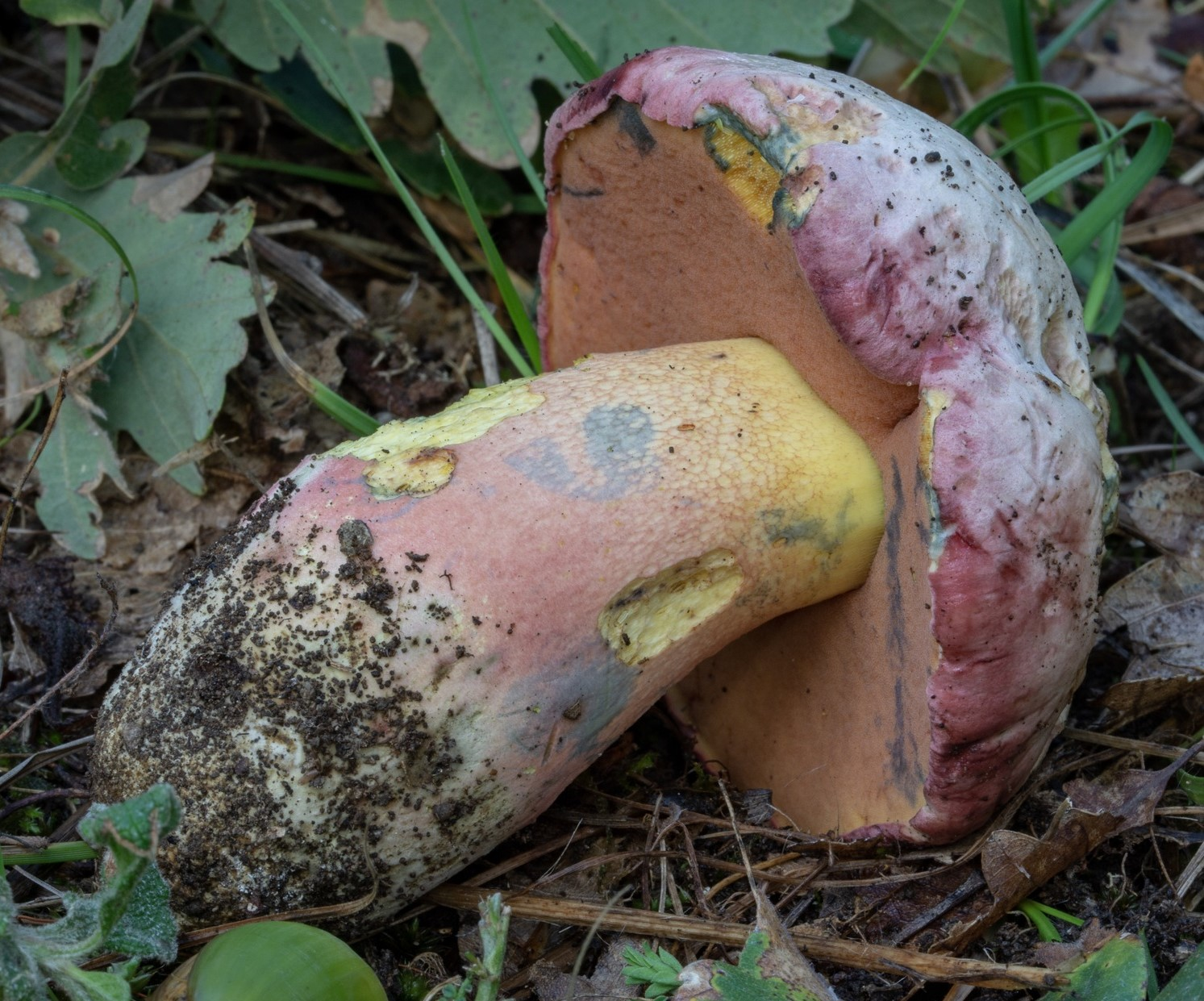
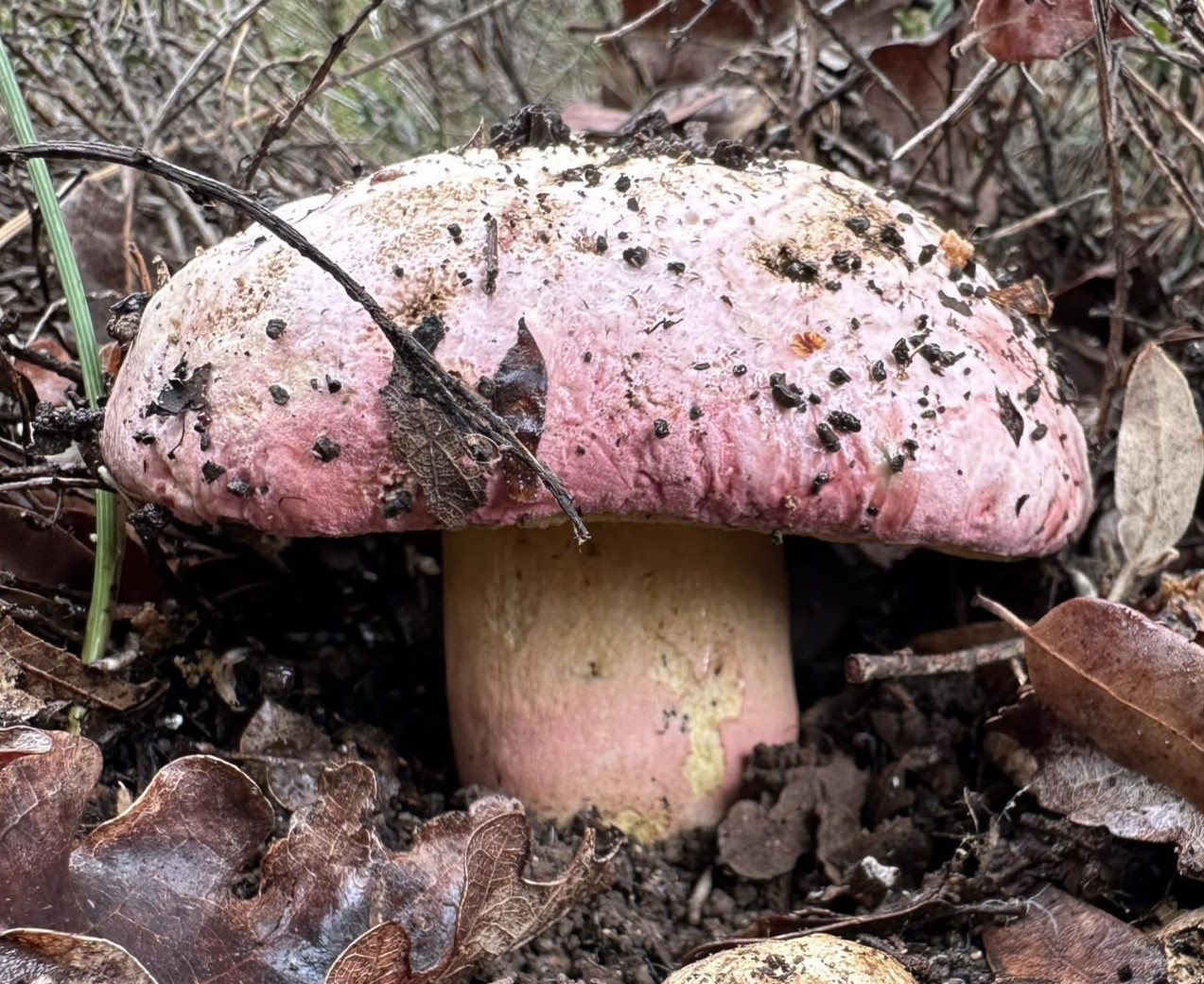
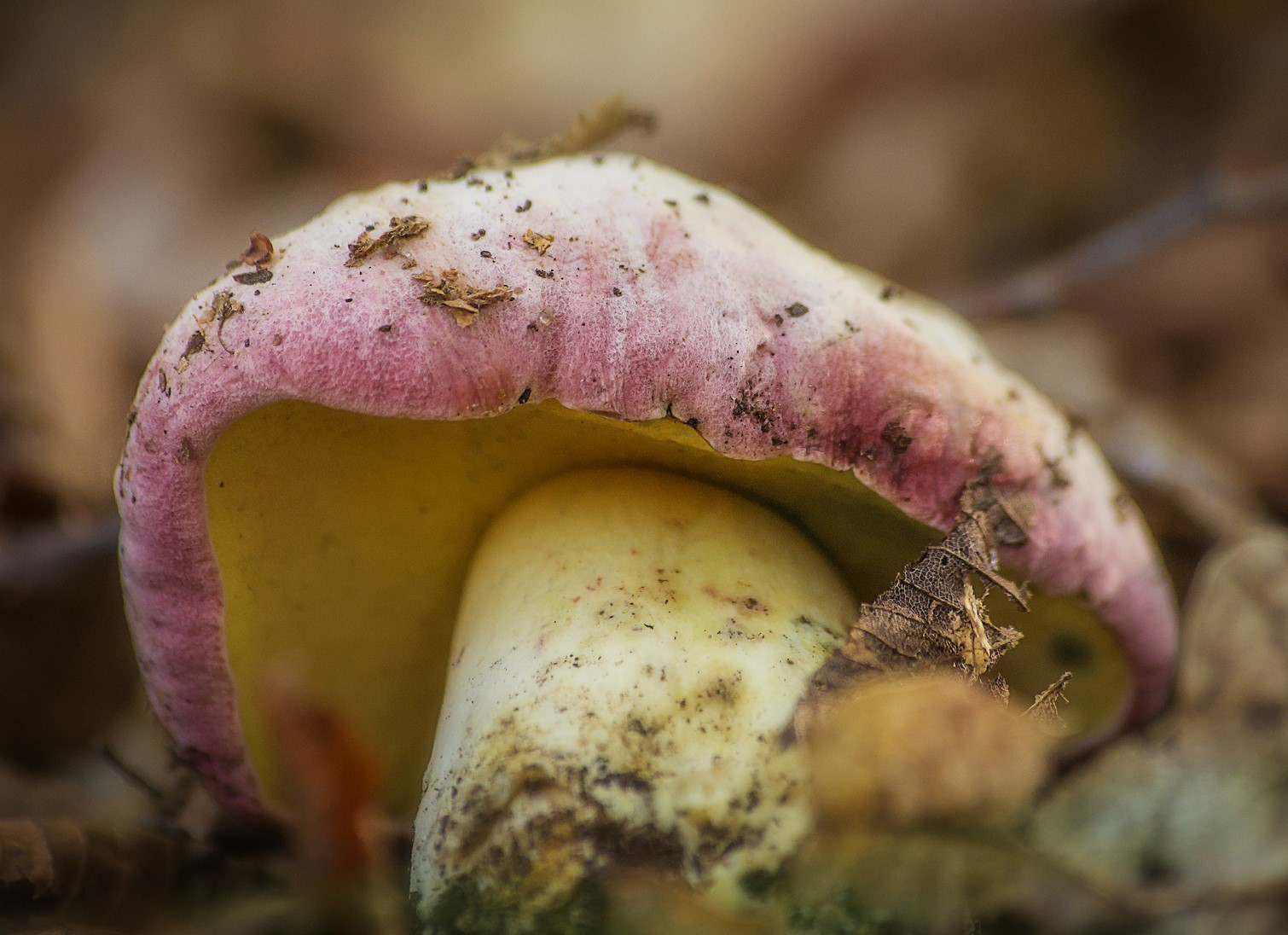
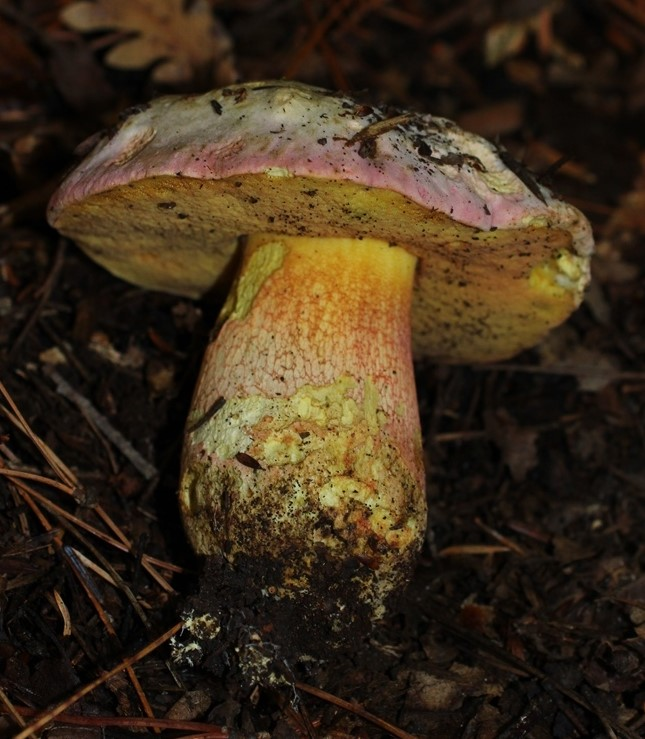
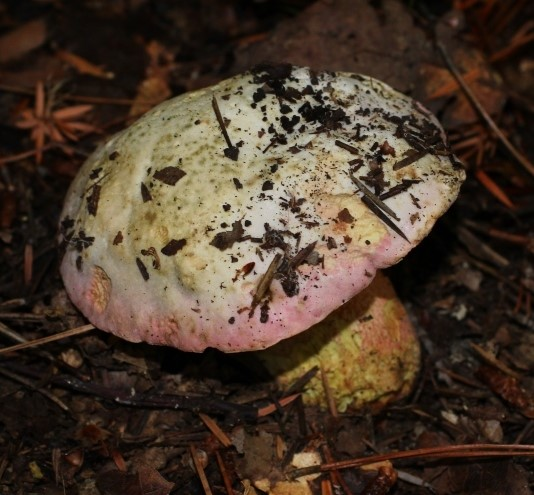
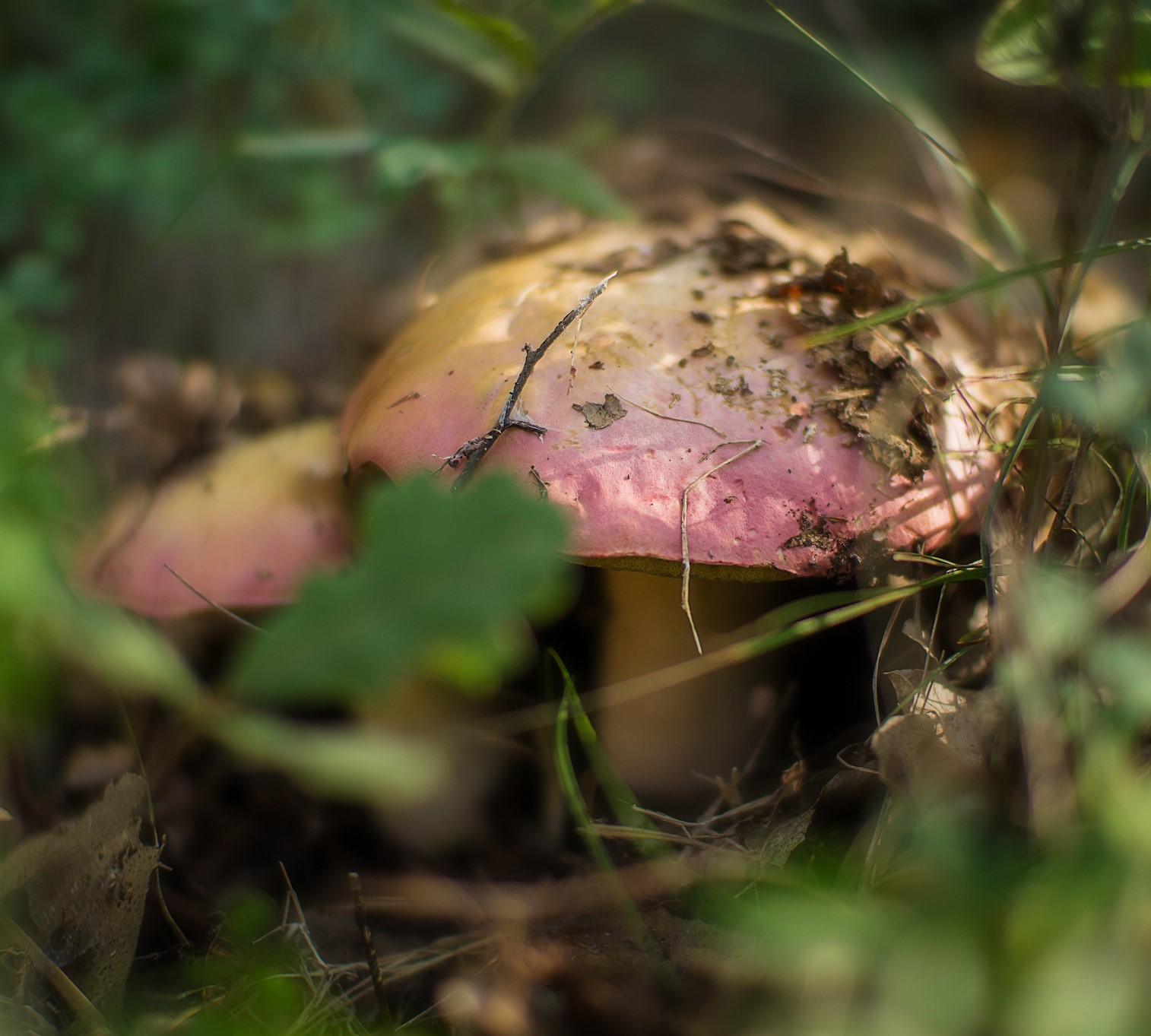
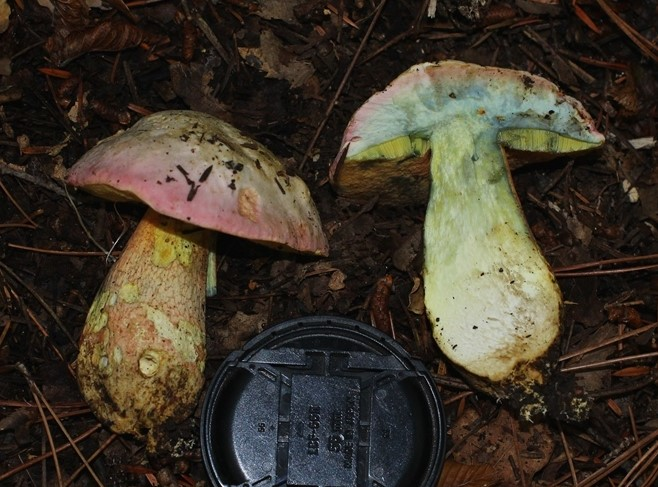
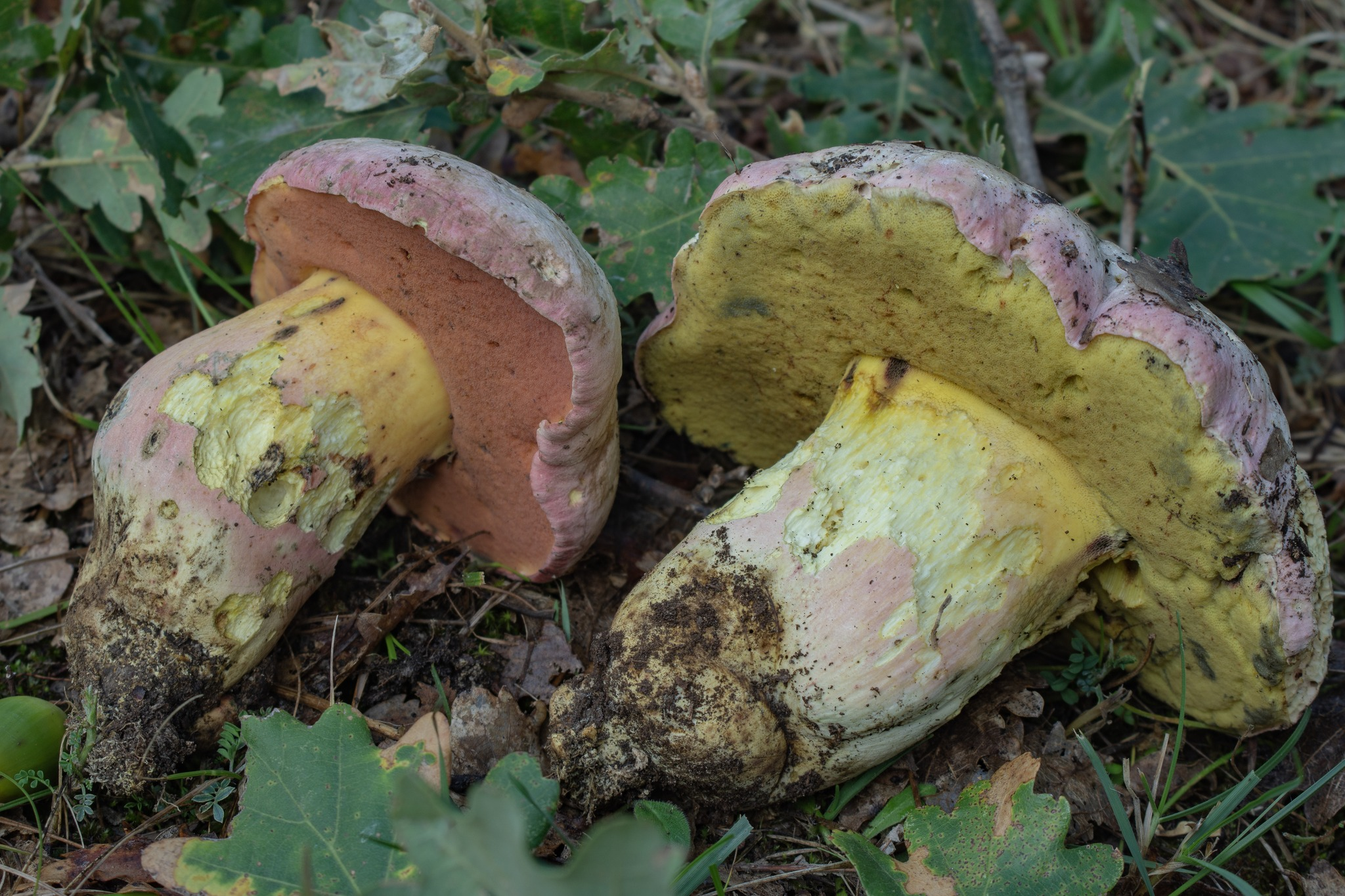
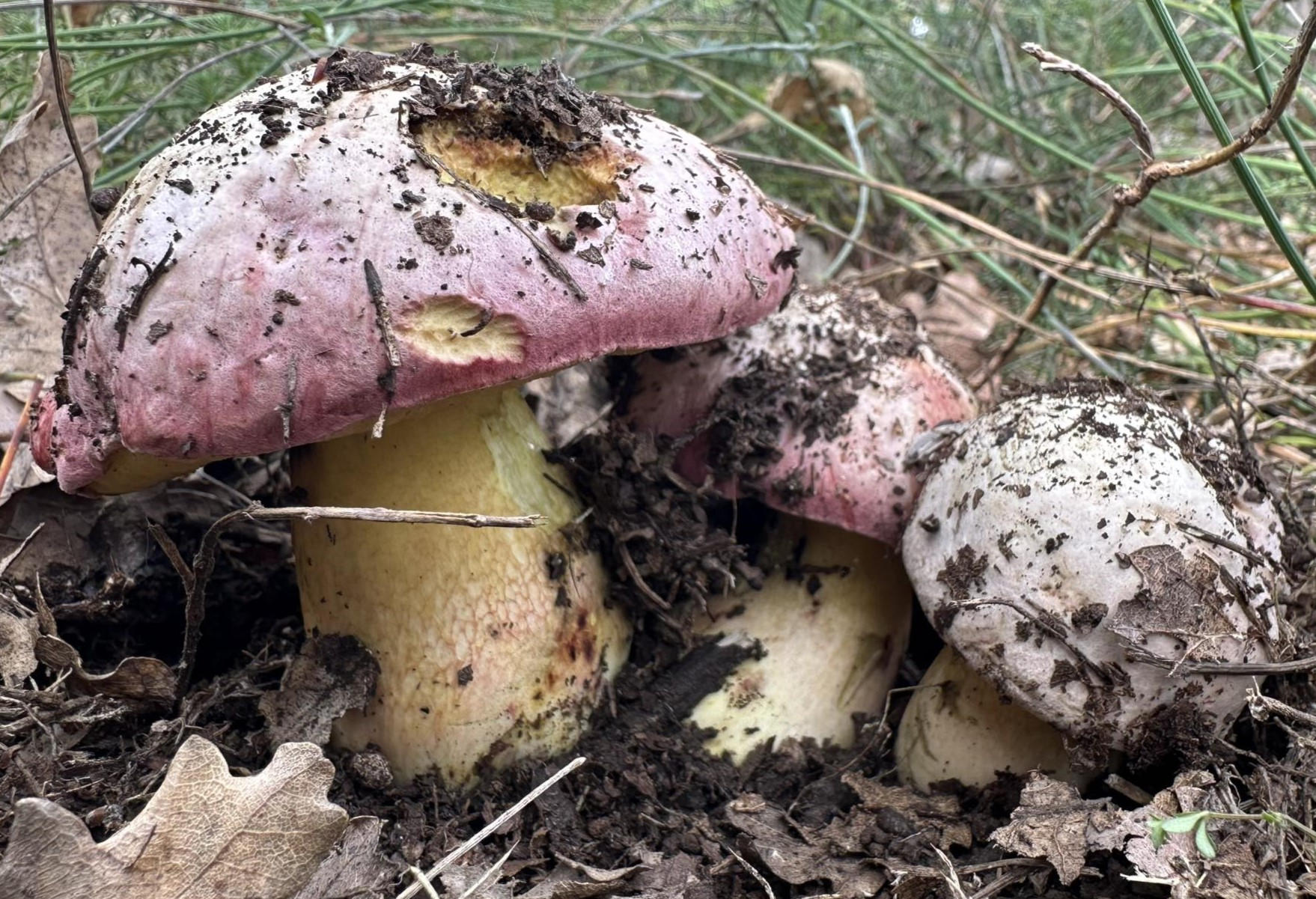
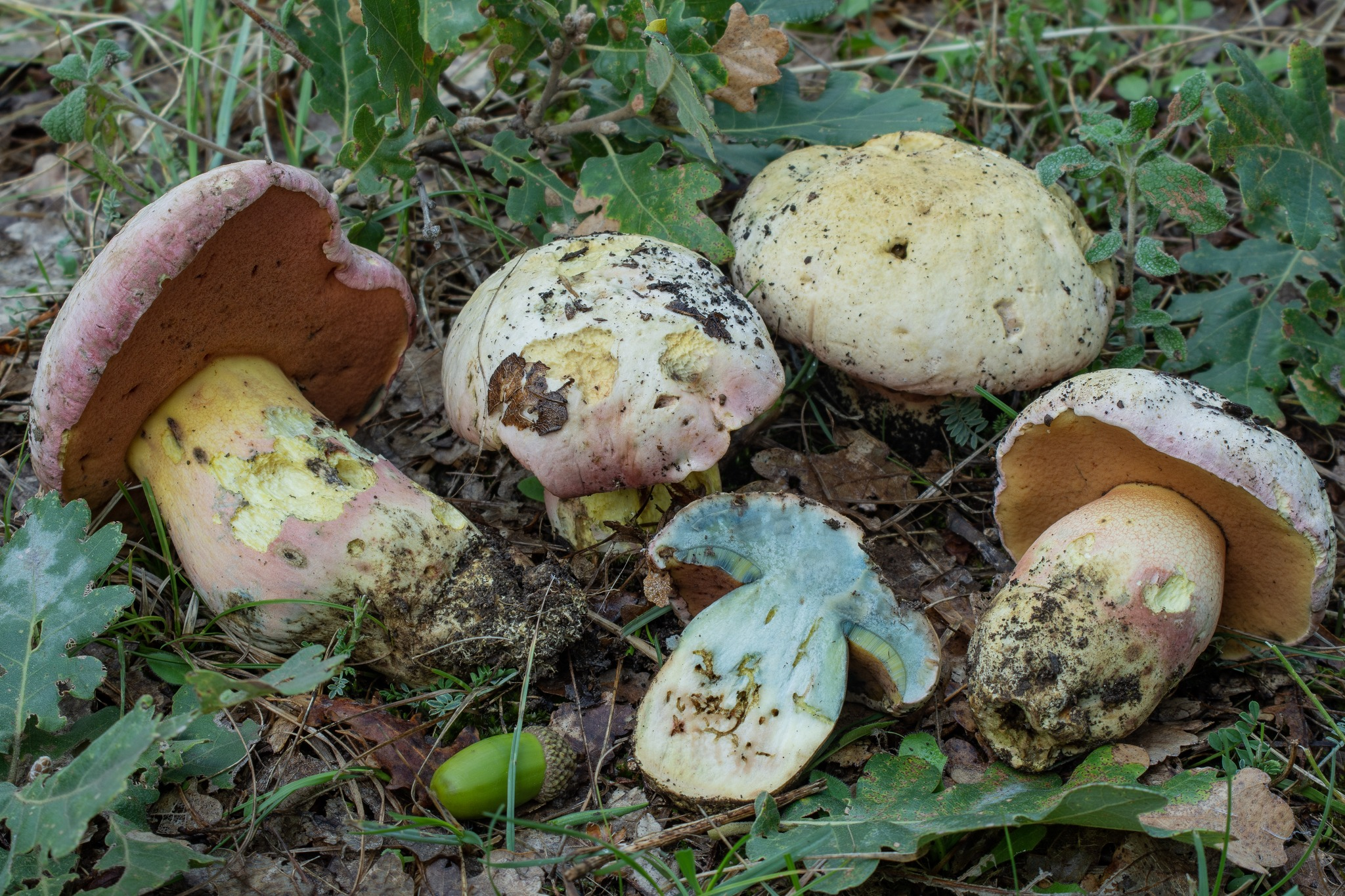

## Habitat et distribution
C'est un champignon ectomycorhizien, à tendance calcicole et méditerranéen, venant sous feuillus, surtout sous chênes,.
Le Bolet joli est connu en Espagne, en France, en Italie et en Grèce, ainsi que dans les Balkans et la péninsule de Crimée,. Dans la région méditerranéenne orientale, sa répartition s'étend jusqu'au sud d'Israël, où il pousse sous le chêne de Palestine (Quercus calliprinos) dans le parc national du mont Carmel et à Beit Oren, et sur l'île de Chypre, où il pousse sous le chêne doré endémique (Quercus alnifolia).

## Statut de conservation

### En France
Une étude, publiée en avril 2024, menée conjointement en France par l'UICN, l'OFB, le MNHN et l'AdoniF sur le statut de conservation dans le pays de plus de 250 champignons; classe cette espèce Rubroboletus pulchrotinctus dans la catégorie VU (Vulnérable) au niveau national,.

#### Régional
- Midi-Pyrénées : classement de cette espèce en catégorie VU (Vulnérable) au niveau régional[20].

## Toxicité
Le Bolet joli est toxique , au même titre et avec les mêmes symptômes et la même sévérité que Rubroboletus satanas, son espèce sœur. Espèce décrite récemment (2014), il était autrefois confondu avec le Bolet royal et le Bolet faux royal, générant des intoxications, faute de bien connaître l'espèce à cette époque,.

## Confusions possibles
Le Bolet joli peut se confondre principalement avec les espèces suivantes :
- Le Bolet faux royal (Butyriboletus fuscoroseus), bleuit nettement mais uniquement dans le chapeau à la coupe. Ses pores jaunes ne sont jamais orangés, son réseau est concolore et son chapeau est rouge-brun uniforme, non pas rose feutré de blanc sur une large zone au milieu comme R. pulchrotinctus. Il reste néanmoins parfois assez difficile de séparer ces deux espèces, surtout lorsque R. pulchrotinctus présente des pores jaunes. Comestible.
- Le Bolet royal (Butyriboletus regius), ne bleuit pas, n'a pas de teintes roses ou orangées sur son stipe, a un réseau concolore et un chapeau groseille uniforme orné de petites méchules. Comestible.
- Le Bolet chicorée (Rubroboletus legaliae), bleuit plus uniformément et souvent plus intensément, possède un chapeau de couleur uniforme et une odeur de chicorée une fois mature. Toxique.
- Le Bolet des loups (Rubroboletus lupinus), n'a pas de réseau et possède un chapeau de couleur plus au moins uniforme. Toxique.
- Le Bolet faux-radicant (Caloboletus kluzakii), a le chapeau blanchâtre légèrement rosé et des pores tout le temps jaunes, sa saveur est amère. Amer, non comestible, potentiellement émétique.